# استاتما
استاتما کوچکترین واحد از تقسیمات کشوری در روزگار سلوکی و سپس اشکانی بود. هر هیپارخی به چند استاتما بخش می‌شد.

## منبع
- دانشنامهٔ جهان اسلام
- مالکوم کالج، اشکانیان، ترجمهٔ مسعود رجب‌نیا، انتشارات هیرمند، چاپ دوم ۱۳۸۳، شابک ‎۹۶۴−۵۵۲۱−۱۲−۲
- اسدالله معطوفی، تاریخ چهارهزارسالهٔ ارتش ایران، انتشارات ایمان، چاپ یکم ۱۳۸۲، شابک ‎۹۶۴−۶۸۲۰−۰۳−۴